# Hoya albiflora
Hoya albiflora är en oleanderväxtart som beskrevs av Alexander Zippelius och Carl Ludwig von Blume. Hoya albiflora ingår i släktet Hoya och familjen oleanderväxter. Inga underarter finns listade i Catalogue of Life.